# Górnik (Pleven)
Górnik (búlgaro: Го̀рник) es un pueblo de Bulgaria perteneciente al municipio de Chervén Bryag de la provincia de Pleven.
Se ubica en la periferia occidental de la capital municipal Chervén Bryag, separado de la ciudad por el río Iskar.

## Demografía
En 2011 tiene 1064 habitantes, de los cuales el 88,9% son étnicamente búlgaros.
En anteriores censos su población ha sido la siguiente:
| Gráfica de evolución demográfica de Górnik entre 1934 y 2011 |
|                                                              |